# Racer-X
Pour le groupe de heavy metal, voir Racer X.
Albums de Big Black
Bulldozer
(1983) Atomizer
(1986)
Racer-X est le troisième EP de Big Black, sorti en 1984 chez Homestead Records.
D'un côté le disque vient confirmer le style des premières productions, avec son ambiance étouffante, inhumaine, et son fond sonore industriel. D'un autre, le jeune Dave Riley, récemment intégré à la basse, apporte ses compétences techniques acquises en studio au côté du groupe phare de la funk, P-Funk. Non que Big Black joue désormais de la funk, mais sa musique intègre certaines influences qui le rapprochent dans une certaine mesure de groupes emblématiques du post-punk britannique comme Public Image Limited ou Gang of Four.
L'album inclut d'ailleurs une reprise de James Brown, The Big Payback, qui diffère toutefois grandement de l'original.
Le disque est réédité en vinyle par Touch & Go Records en 1992, et est inclus dans la version CD de la compilation The Hammer Party.

## Liste des titres
1. Racer-X
2. Shotgun
3. The Ugly American
4. Deep Six
5. Sleep!
6. The Big Payback